# Кобилиця (верстат)

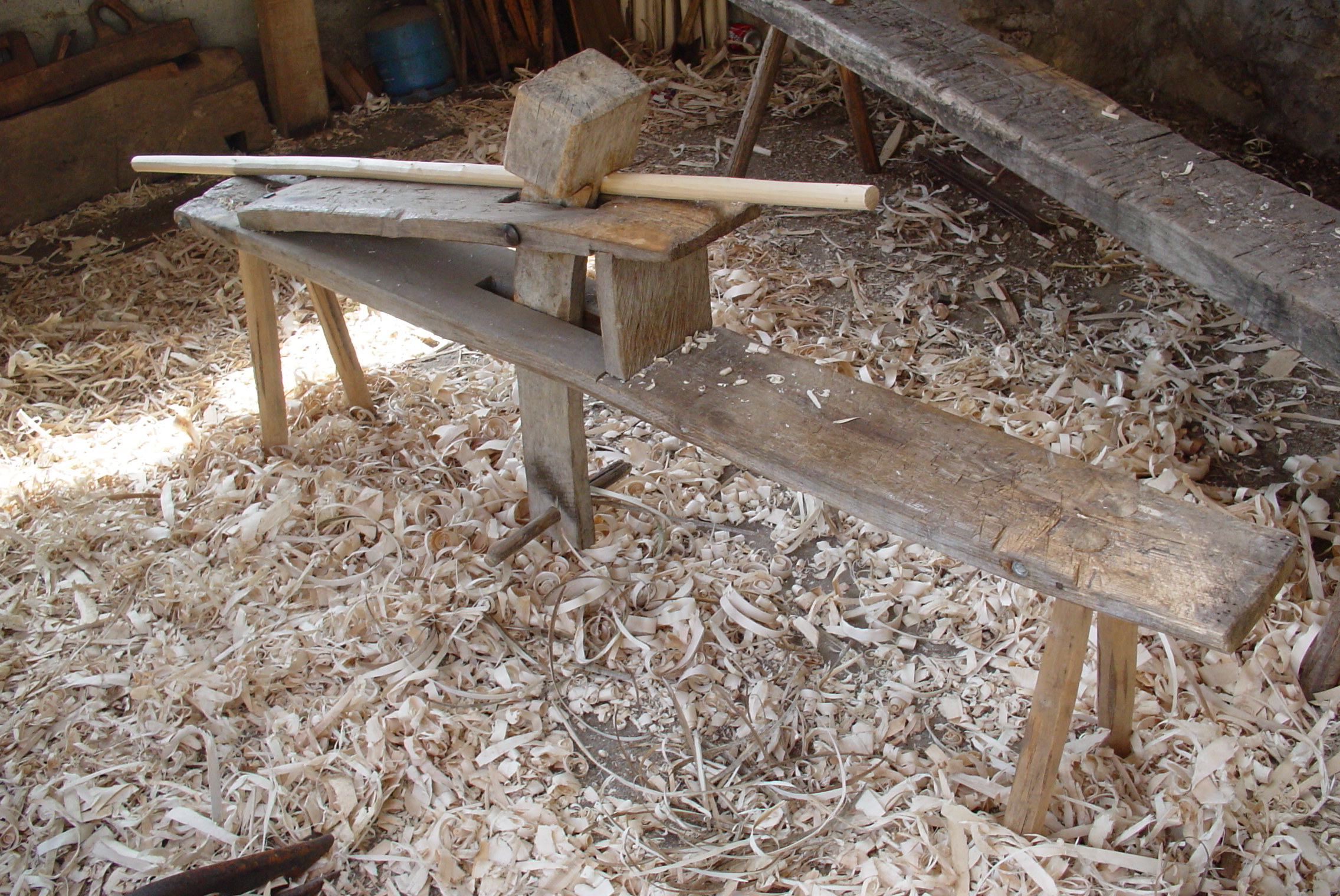
Кобилиця із затиснутою палицею

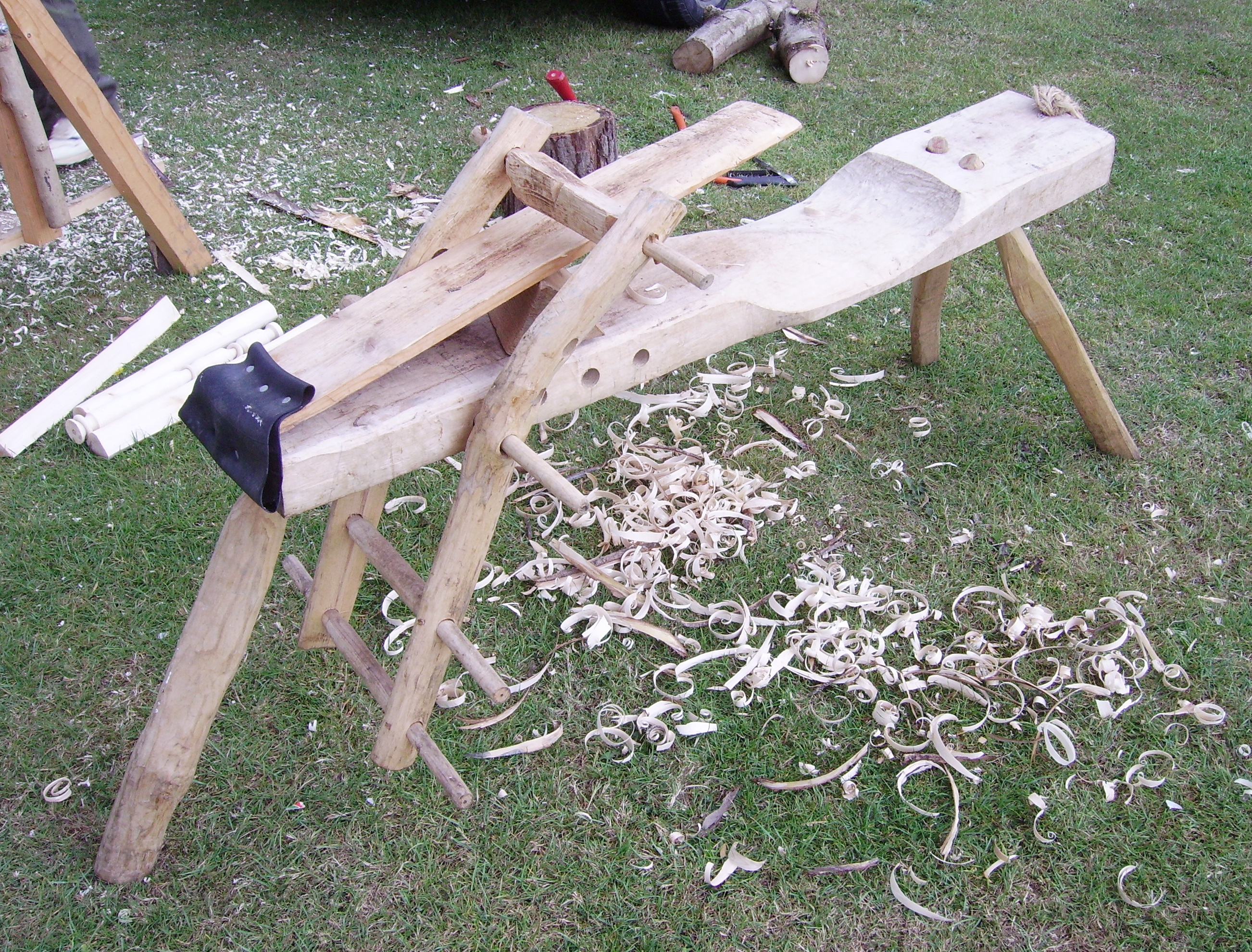
Кобилиця з хитною рамою і перекладками.

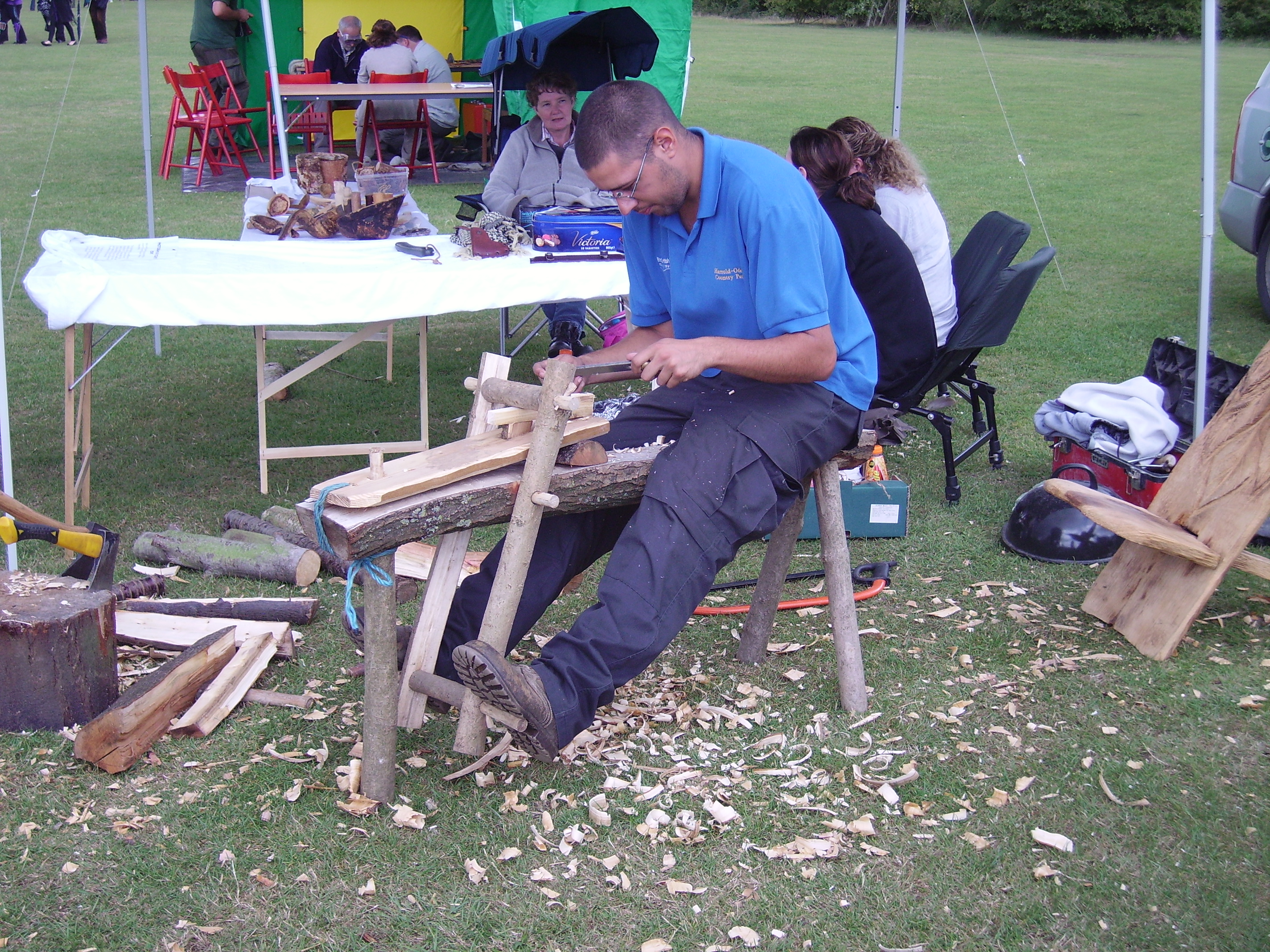
Стругання на кобилиці.

Кобили́ця, кобильниця, кобила, лава, бондарська лава — примітивний стругальний верстат з ножним затискачем для роботи скобелем. Використовується бондарями, майстрами з виготовлення луків, столярами.

## Конструкція
Являє собою горизонтальну лаву, встановлену на чотирьох (рідше трьох) ніжках. У передній частині розміщається похила (під кутом 20—30°) опорна дошка, що спирається на закріплену ближче до середини підставку. У лаві і похилій дошці зроблено прорізи, через які проходить закріплена на осі хитна балка-важіль, у нижній частині споряджена перекладкою, у верхній — розширенням («головою»). Можлива і інша конструкція, що передбачає використовування замість балки хитної рами з верхньою і нижньою перекладками. Деякі різновиди кобилиці можуть включати гнучкі тяги. Для створення довшого плеча важеля (завдяки чому збільшується виграш у силі і відповідно сила притискання заготовки) вісь хитної балки може кріпитися вище поверхні лави на накладній дошці.
Майстер здійснює стругання, сидячи верхи на лаві, поклавши заготовку на опорну дошку і впираючись ногами в нижню перекладку хитної балки, при цьому її «голова» притискує заготовку до дошки. Ножний затискач надійно утримує заготовку проти тягових зусиль, що особливо важливо при роботі скобелем.
Більша зручність ножного затискача порівняно з лещатами полягає в тім, що він уможливлює швидко затискати і звільнювати заготовку, що особливо важливо при обстругуванні циліндричних деталей (ніжок меблів, ратищ, держаків), коли треба часто повертати їх вздовж осі. Кобилиця іноді називається «бондарською лавою», оскільки вона широко використовувалася в бондарстві для обстругування клепок.
Тим не менш, деякі столярі нехтують кобилицю, воліючи використовувати лещата, бо вони уможливлюють працювати стоячи, що має бути продуктивнішим і більш ергономічним.